# Tidlig pension
Tidlig pension (ofte kaldt Arnepension efter bryggeriarbejderen Arne Juhl) er en dansk overførselsindkomst for personer, der har været tilknyttet det danske arbejdsmarked i mindst 42 år. Med tidlig pension kan man trække sig tilbage fra arbejdsmarkedet, inden man når folkepensionsalderen. Tidlig pension blev indført med virkning fra 1. januar 2022.
Tidlig pension er én af fire forskellige danske overførselsindkomster, som gør det muligt at trække sig tilbage fra arbejdsmarkedet med offentlig støtte inden folkepensionsalderen. De tre øvrige ydelser er førtidspension, seniorpension og efterløn. Førtidspensionen og seniorpensionen er begge skønsbaserede ydelser, som tildeles efter visitation, dvs. en læge skal vurdere, at den pågældende person har en væsentlig nedsat arbejdsevne. I modsætning hertil er efterlønnen og den tidlige pension rettighedsbaserede ordninger, som tildeles personer, der opfylder de objektive betingelser – i den tidlige pensions tilfælde først og fremmest et tilstrækkeligt antal år på arbejdsmarkedet.

## Størrelse og betingelser
Antallet af år, hvor man kan modtage tidlig pension, afhænger af antallet af år, man har tilbragt på arbejdsmarkedet. 42 års tilknytning til arbejdsmarkedet giver ret til pension et år før folkepensionsalderen, 43 år giver ret til to år før og 44 år giver ret til tre år før folkepensionsalderen. Opgørelsestidspunktet for antallet af år på arbejdsmarkedet gælder for en 61-årig person. Aldersgrænsen for, hvornår man tidligst vil kunne få tidlig pension, er således den samme som aldersgrænsen for tildeling af efterløn, men i øvrigt er kriterierne for de to ordninger forskellige.
Fra 2026 vil opgørelsestidspunktet ændres til en 62-årig person, samtidig med at anciennitetskravet vil stige til 43-45 år, og fra 2027 vil opgørelsestidspunktet gælde for en 63-årig og anciennitetskravet være 44-46 år.
"Tilknytning til arbejdsmarkedet" omfatter tid på arbejdsmarkedet som lønmodtager eller beskæftiget samt perioder på eksempelvis arbejdsløshedsdagpenge, barselsdagpenge og ledighedsydelse, men ikke kontanthjælp. Obligatoriske praktikperioder med elevløn eller SU tæller med i opgørelsen.
Anciennitetskravet for antal år på arbejdsmarkedet beregnes fra 16-års-alderen indtil seks år før folkepensionsalderen. Da folkepensionsalderen i fremtiden forventes at stige som følge af indekseringsreglerne i velfærdsaftalen, vil anciennitetskravet også ændres over tid.
I 2025 er det fulde månedlige beløb for personer på tidlig pension på 14.976 kr. Beløbet er skattepligtigt.

## Baggrund
Indførelsen af tidlig pension var resultatet af et forlig indgået af regeringen Mette Frederiksen og dermed Socialdemokratiet med Dansk Folkeparti, Socialistisk Folkeparti og Enhedslisten i oktober 2020. Det skønnedes på forhånd, at 56.000 personer i løbet af nogle få år (i 2025) ville have opnået ret til at modtage tidlig pension, hvoraf dog langtfra alle forventedes at ville udnytte rettigheden. Godt 80 % af de berettigede skønnedes at ville være faglærte og ufaglærte arbejdere. Merudgifterne til ordningen, når den efter tre år er fuldt indfaset, skønnedes at være ca. 3½ mia. kr. årligt. Ifølge aftalen finansieres ordningen ved en række forskellige tiltag, hvoraf en særlig beskatning af den finansielle sektor og en besparelse på den kommunale beskæftigelsesindsats er de to vigtigste.
Den tidlige pension indgik som et centralt valgløfte i Socialdemokratiets valgkamp inden folketingsvalget 2019. Den 59-årige sønderjyske bryggeriarbejder Arne Juhl blev landskendt, da han blev anvendt flittigt i partiets valgmateriale som et symbol på personer med lang arbejdserfaring, som ikke var berettigede til andre muligheder for at trække sig tilbage fra arbejdsmarkedet med en offentlig ydelse. Ydelsen er derfor også kendt under navnet "Arnepension".

## Erfaringer med ordningen
Efter ordningens indførelse viste det sig, at betydeligt færre benyttede sig af den, end det på forhånd var forventet. I 2024 var der således 12.600 personer på tidlig pension, hvor forventningen på forhånd havde været 29.000.